# Малеевский сельский округ (Восточно-Казахстанская область)
Малеевский сельский округ — административно-территориальное образование в Алтайском районе, Восточно-Казахстанской области.

## История
Малеевский сельский округ образован в 1997 году. Аким Малеевского сельского округа — Исаев Бахыт Оралович.

## Населённые пункты
В состав Малеевского сельского округа входят:
- село - Малеевск (1807 чел. 2009г.)
- село - Путинцево (945 чел. 2009г.)
- село - Быково (374 чел. 2009г.)
- село - Богатырёво (171 чел. 2009г.)
- село - Ландман (51 чел. 2009г.)
- сельское поселение - Ново-Калиновск (44 чел. 2009г.)

## Экономика
Около 200 человек трудятся на предприятиях города Алтай и посёлка Зубовск.
Около 800 человек заняты в крестьянских хозяйствах, у индивидуальных предпринимателей, на промышленных предприятиях.
Основной отраслью, обеспечивающей занятость населения, является промышленная лесозаготовка и обработка древесины. Около 70 % трудоспособного населения работает в ТОО «Фаворит», «Востоклеспром», ГУ «Зыряновское государственное учреждение лесного хозяйства», ПТ «Алтын», работающие с лесной промышленности.
В округе действуют ТОО «Марал-сервис», крестьянские хозяйства «Пант» и «Хаир-Кумин», занимающиеся разведением маралов.
На частном подворье население выращивает КРС, овец, свиней, птицу. Развито пчеловодство.
На территории района находится 2 средних школы и 1 основная средняя школа.